# Monomahova krona
Monomahova krona (grško Στέμμα του Μονομάχου; madžarsko Monomakhosz-korona; slovaško Monomachova koruna) je skupek graviranih bizantinskih zlatih ploščic, emajliranih s cloisonnejem, ki se nahajajo v Madžarskem narodnem muzeju v Budimpešti. Sestavlja ga sedem zlatih ploščic s podobami bizantinskega cesarja Konstantin IX. Monomah, njegovo ženo Zoo, njeno sestro Teodoro, dve plesalki ter dve alegorični podobi. Poleg teh ploščic sta bila najdena tudi dva zlata medalijona s podobami svetnikov in majhnim koščkom rezanega stekla, vendar najvrjetneje nista bila del istega predmeta. Skupek ploščic je že dolgo časa del znanstvenih razprav, vendar je bil najvrjetneje izdelan v konstantinoplu leta 1042.
Skupek je leta 1860 odkril kmet v Ivanki pri Nitri na današnjem Slovaškem, tedaj na Ogrskem.  Če gre za krono, je skupaj z nekaj desetletij mlajšo Sveto krono Ogrske, ki je prav tako v Budimpešti, ter kalimavkionom Konstance Aragonske, ena od zgolj treh obstoječih bizantinskih kron.

## Zgodovina
Zaklad je leta 1860 med oranjem odkril kmet v bližini Ivanke pri Nitri (madžarsko Nyitraivánka). Predmeti so bili predani članu lokalnega posestniškega plemstva, ki jih je v štirih kupčijah prodal Madžarskemu narodnemu muzeju med letoma 1861 in 1870. Zadnja prodaja je bila opravljena posmrtno preko trgovca z imenom Markovits. Prodana sta bila tudi dva manjša medaljona s cloisonnejem, najdena s kronskimi ploščami, z doprsnimi kipi apostolov Petra in Andreja. Medalijona za razliko od ploščic nimata lukenj za žeblje. Po mnenju Magde von Bárány-Oberschall ter mnogih drugih učenjakov medaljona najvrjetneje nista del Monomahove krone.
Dolgo je veljalo, da je krona "skoraj zagotovo ženska krona in je bila domnevno darilo ženi ogrskega kralja" ali kralju samemu. Leta 1045 se je ogrski kralj Andrej I. poročil z Anastazijo Kijevsko, hčerko velikega kneza Jaroslava Modrega, katere brat Vsevolod I. je bil od leta 1046 poročen z Ireno (Marijo), hčerko Konstantina IX.
Po tradicionalnem poročilu naj bi Andrej ali njegova kraljica v tem trenutku prejela krono od Konstantina IX. Potreboval je novo krono, saj je Henrik III. leta 1045 po bitki pri Ménfő od kralja Samuela Abe prevzel prvotno krono (ki naj bi jo kralju Štefanu I. leta 1000 podaril papež Silvester II.) in jo poslal nazaj v Rim. Po priljubljeni legendi je bila to Sveta krona Ogrske ali nekatera njena različica, čeprav se zdi malo verjetno, da so kateri koli elementi sedanje krone tako stari. Dejstvo, da je bil Andrej, ki je prevzel oblast proti koncu septembra 1046, lahko prvič okronan februarja 1047, bi lahko pripisali potrebi po kraljevem veleposlaništvu, ki je pozimi potovalo iz Ogrske v Carigrad in nazaj, da bi prineslo Monomahovo krono na Ogrsko. Leta 1057 je bil s to krono okronan tudi mladi kralj Salomon. Predlagane so bile druge, zelo različne možnosti, ki so obravnavane spodaj.
Leta 1057 je Salomona oblegal Géza I. in je s krono in zakladi pobegnil v smeri Bratislave, da bi poiskal zaščito svojega svaka, cesarja Henrika IV. Gezini vojaki so ga prijeli, ko je prečkal Váh pri Ivanki pri Nitri. Salomon je dal zakopati zaklad in krono in se zabarikadiral za obzidjem Bratislave. Ko je Henrik IV. septembra 1074 sprožil ekspedicijo, da bi Salomona vrnil na ogrski prestol, ga je cesarska vojska zapustila in odjezdila po dolini Váha v smeri Nitre in Šintave. Verjetno je šlo za jalov poskus, da bi povrnili zakopano krono blizu prelaza Ivanke pri Nitri.

## Opis
Sedem zlatih ploščic je širokih od 5 do 4,2 cm in visokih med 11,5 in 8,7 cm. Imajo asimetrično izrezane luknje, katerih velikost in razporeditev nakazujeta, da so bile ploščice prvotno povezane s trakom iz blaga ali usnja. Možno je, da so bili najdeni ostanki zlatih trakov za povezovanje ploščic. Možno je tudi, da so bile ploščice pritrjene na kapo iz blaga. Opazni so groba obdelava okrasja, nizka čistost zlatih plošč in prisotnost napak v upodobitvah oblačil in v napisih.
Srednja in največja ploščica prikazuje cesarja Konstantina IX. Monomaha, ki je bil bizantinski cesar med letoma 1042 in 1055. Grški napis na ploščici se glasi: Κῶνστάντινος Αυτοκράτο<ρ> Ρομεον ο Μονομαχο<ς>, Konstantin, Cesar Rimljanov, Monomah. Na levi plošči je podoba njegove žene, Zoe, na desni pa podoba Zoine sestre Teodore. Na manjših ploščicah, levo in desno od cesaric, sta dve plesoči ženski postavi. Najmanjši ploščici prikazujeta poosebitev dveh vrlin. Podobe imajo na glavah sij ter so, z izjemo vrlin, obdane s trto, pticami in cipresami.
Cesar je upodobljen stoječ z labarumom v desni roki, med tem, ko v levi roki drži akakijo, zvitek iz blaga, ki je vseboval prah in simboliziral minljivost materialnega sveta. Cesarjeva krona je na vrhu okrašena s tremi kroglami. Cesarici nosita isto krono. V notranji roki držita žezlo, z zunanjo pa kažejo na cesarja Konstantina. Slednji nosi ceremonialno obleko bizantinskega vladarja z okrasom bršljana, lorosom in maniakionom, bizantinskimi simboli vladavine.
Loros je lenta, vezena bogato okrašena z dragimi kamni in biseri, ki se ovije okoli ramen in bokov. Eden od lorosov pada spredaj, drugi pa je ovit okoli bokov. Maniakion je širok ovratnik, okrašen z biseri in dragimi kamni. Vsi trije člani cesarske družine nosijo rdeče čevlje in stojijo na suppedionu. Obe ženski nosita polne regalije cesarice z žensko različico lorosa, vključno s s pasu diagonalno visečim ščitastim thorakionom. Zoa, ki je bila leta 1042 stara 64 let je upodobljena idealizirano kot mnogo mlajša ženska. Njuna napisa se glasita: "Θέοδώρα ἡ ἐυσαιβεστατι Αυγουστα," Teodora Najpobožnejša Avgusta in "Ζώη οι ευσαιβαῖστάτη Αυγουστα," Zoa Najpobožnejša Avgusta. V obeh grških napisih so prisotne slovnične napake.
Dve manjši ploščici s podobami plesočih žensk sta enaki in ne simetrični. Njuni ozadji sta prav tako okrašena z listjem, vendar nimajo identifikacijskih napisov. Plesalke mahajo s tančicami čez glavo in imata desno nogo pokrčeno ostro nazaj. Zamisel, da gre za profesionalne plesalce, je morda v nasprotju s sijem na njihovih glavah, kar nakazuje, da pripadajo svetemu kraljestvu. Vendar pa je cerkveni ples v krščanstvu redek, vsaj pred renesanso, ikonografija pa je najbolj nenavadna v kontekstu javnega cesarskega obreda in kronanja, kjer so Bizantinci dajali velik poudarek cesarju kot božjemu poslancu na zemlji.
Najmanjši ploščici prikazujejo ženski podobi, kateri obdajajo z leve in desne ciprese, simbol Edenskega vrta. Po napisu sodeč naj bi predstavljali vrlini "η αλιθηα" (ἡ ἀλήθεια, iskrenost) and "η τα<π>ινοσις" (ἡ ταπείνωσις, skromnost). Iskrenost drži v eni roki križ ter kaže proti ustom, medtem ko ima Skromnost roke prekrižane čez prsni koš.
John Beckwith je v kroni videl spremembo sloga glede na emajle iz prejšnjega stoletja: "Vse figure so vizualizirane v smislu vzorca in ne oblike; občutek za prostor in globino, ki je tako značilen za emajle iz desetega stoletja, je bil zavržen zaradi zapletenih podrobnosti in površinskega čara."

## Pristnost in položaj
Leta 1937 je Magda von Bárány-Oberschall raziskovala emajlirane zlate plošče. Velikost krone, oblikovane iz plošč, jo je privedla do trditve, da mora biti krona bizantinske žene iz enajstega stoletja.
Leta 1994 je grški bizantinist Nicolas Oikonomidès izrazil mnenje, da je Monomakova krona morda ponaredek iz devetnajstega stoletja. K temu mnenju so ga privedli preprost dizajn, groba obdelava ter napačni in nenavadni napisi v kombinaciji z okoliščinami odkritja in verjetnimi modeli za ponaredek. V vseh teh pogledih je krona v močnem nasprotju s Sveto krono Ogrske. Sumil je, da ponarejevalec prihaja iz Benetk, vendar ga ni mogel imenovati.
Etele Kiss iz Madžarskega narodnega muzeja je v svojem članku "Stanje raziskav o Monomahovi kroni in nekatere nadaljnje misli", ki podrobno obravnava teorijo Nicolasa Oikonomidèsa in ji v veliki meri nasprotuje, omenil, da bi bila krona lahko izdelana za cesarja, da bi bila predstavljena v zmagoslavnem sprevodu, s čimer pojasnjuje prisotnost plesalcev, eno od področij razprave.

Že leta 1997 je Henry Maguire trdil, da so bile ploščice namenjene šivanju na usnjen ali tkaninast trak, in predlagal pas, za katerega obstajajo nekateri viri, ali diadem. Plesalce je povezal z "zborom milosti", ki naj bi, vsaj v bizantinski retoriki, tvoril obroč okoli cesarja, plesal in mu pel hvalnice. Motivi ptic in rastlin so metafore cesarjevih vrlin.
Leta 2009 je Timothy Dawson podprl te argumente s trditvijo, da gre za obredno zapestnico, večjo različico armile, ki so jo rimski vojaki prejeli kot nagrado. V delu De Ceremoniis Konstantina VII. Porfirogeneta napisano stoletje prej opisuje, kako je bila cesarju ob zmagi izročena krona, katero je nosil na svoji desni roki. Dawson meni, da sta najvrjetnejša prejemnika med vlado Konstantina IX. Stephanos Pergamenos, dvorni evnuh, ki se je zapisal kot uspešen general po zasludi zmage nad Georgiosom Maniakesom v bitki pri Ostrobosu 2. februarja 1043, ali pa cesar sam ob isti priložnosti. Michael Psellos piše, da je cesar sedel med obema cesaricama, da bi opazoval procesijo, kar morda odraža postavitev ploščic. Armila je srednjeveška različica, pogosteje del kronanskih regalij, kar je lahko tudi relevantno. 
Zmagoslavje Stephanosa Pergamena je cesar odobril v zadnjem trenutku in Dawson je trdil, da bi lahko hitra izdelava pojasnila grob zaključek in črkovalne napake; če je bil izročen Pergamenu, sta razložljiva nižja kakovost in relativna preprostost dela. Enako bi veljalo za upodobitev cesarja, nenavadno na nečem, kar bi sam nosil, kot je upodobitev figure, ki predstavlja ponižnost. Če bi pripadal cesarju ali bi mu pripadal od tedaj, ko je bila Pergamenova lastnina pozneje zaplenjena, bi ga po praznovanju shranili v cesarski zakladnici in nato pozneje poslali na Ogrsko kot diplomatsko darilo. Druga možnost je, da je po propadu Pergamena izginil iz Bizanca. Druga možnost je, da gre preprosto za plen z plenjenja Konstantinopla leta 1204 ali iz obdobja latinske vladavine po tem. Vse to so zgolj špekulacije.

## Galerija
- Cesarica Zoa
- Cesarica Teodora
- Plesalka in ἡ ἀλήθεια, iskrenost
- Druga perspektiva
- Bizantinska krona cesarice Konstance Aragonske, 12. stoletje